# Rebollar de Navalpotro
Rebollar de Navalpotro este o arie protejată (arie specială de conservare — SAC, sit de importanță comunitară — SCI) din Spania întinsă pe o suprafață de 1.078,32 ha, integral pe uscat.

## Localizare
Centrul sitului Rebollar de Navalpotro este situat la coordonatele 40°56′N 2°35′W / 40.94°N 2.59°V.

## Înființare
Situl Rebollar de Navalpotro a fost declarat sit de importanță comunitară în decembrie 1997 pentru a proteja 9 specii de animale. Situl a fost protejat și ca arie specială de conservare în mai 2015.

## Biodiversitate
Situată în ecoregiunea mediteraneană, aria protejată conține 14 habitate naturale: Lacuri eutrofice naturale cu vegetație de tip Magnopotamion sau Hydrocharition, Pajiști cu Molinia pe soluri calcaroase, turboase sau argilos-nămoloase (Molinion caeruleae), Iazuri temporare mediteraneene, Pajiști alpine și subalpine calcaroase, Lande oro-mediteraneene cu formațiuni endemice de grozamă, Ape oligotrofe din câmpii nisipoase, cu un conținut foarte redus de minerale (Littorelletalia uniflorae), Pajiști umede mediteraneene cu ierburi înalte de Molinio-Holoschoenion, Galerii de Salix alba și de Populus alba, Păduri iberice de Quercus faginea și Quercus canariensis, Pajiști uscate europene, Păduri de stejar galițio-portugheze cu Quercus robur și Quercus pyrenaica, Pseudostepă cu ierburi și specii anuale de Thero-Brachypodietea, Ape puternic oligomezotrofe cu vegetație bentonică cu Chara spp., Formațiuni ierboase bogate în specii de Nardus, dezvoltate pe substraturi silicioase în zone montane (și în zone submontane, în Europa continentală).
La baza desemnării sitului se află mai multe specii protejate:
- păsări (8): uliu porumbar (Accipiter gentilis), șorecarul comun (Buteo buteo), Caprimulgus ruficollis, Chersophilus duponti, acvilă pitică (Hieraaetus pennatus), ciocârlie de pădure (Lullula arborea), sitar de pădure (Scolopax rusticola), turturică (Streptopelia turtur)
- mamifere (1): Arvicola sapidus

Pe lângă speciile protejate, pe teritoriul sitului au mai fost identificate 5 specii de plante, 1 specie de păsări, 2 specii de amfibieni, 2 specii de mamifere.